# Attila Pinte
Attila Pinte (Šamorín, 6 juni 1971) is een voormalig profvoetballer uit Slowakije van Hongaarse afkomst. Hij speelde profvoetbal als aanvallende middenvelder in Slowakije, Hongarije en Griekenland gedurende zijn carrière.

## Interlandcarrière
Pinte kwam in totaal dertig keer (één doelpunt) uit voor het Slowaaks voetbalelftal. Net als Martin Konečny maakte hij zijn debuut voor de nationale ploeg op 6 februari 1998 in het vriendschappelijke duel in Limassol tegen Slovenië (1-1). Hij moest in dat duel na 57 minuten plaatsmaken voor Jozef Pisár.
| Interlanddoelpunt | Interlanddoelpunt | Interlanddoelpunt | Interlanddoelpunt | Interlanddoelpunt | Interlanddoelpunt | Interlanddoelpunt |
| #                 | Datum             | Locatie           | Tegenstander      | Goal(s)           | Uitslag           | Wedstrijd         |
| ----------------- | ----------------- | ----------------- | ----------------- | ----------------- | ----------------- | ----------------- |
| 1                 | 07/10/2001        | Skopje, Macedonië | Macedonië         | 80'               | 0–5               | WK-kwalificatie   |

## Erelijst
Inter Bratislava
- Slowaaks landskampioen

2000
- Slowaaks bekerwinnaar

2000
 Ferencvárosi TC
- Hongaars landskampioen

2001